# Paul Christian Stemann Olrik
Paul Christian Stemann Olrik (født 10. august 1840 i Helsingør, død 17. december 1903) var en dansk konsul.

## Opvækst
Olrik blev døbt i Sankt Mariæ Kirke den 26. december 1840. Han var søn af kancelliråd, byfoged Jacob Baden Olrik og hustru Helene Christine Rosenørn.

## Uddannelse
Han gik i skole på Herlufsholm og rejste i 1857 til Bremen for at uddanne sig i handelen hos den danske konsul W. H. Caesar. Det var almindeligt i Bremen, at handelslærlinge efter endt uddannelse gik til oversøiske pladser, og P. O. valgte da samme fremgangsmåde.
På grund af krigen mellem Nordstaterne og Sydstaterne kunne han ikke tage til Nordamerika og drog da til Java i 1861. Fra Rotterdam sejlede han med den hollandske bark »Antonia Petronella« og ankom efter en heldig rejse til Batavia den 16. september. Her blev han modtaget af sin faders fætter, kaptajn Magnus Olrik. Han fik straks plads ved et ansét handelshus, C. Bahre & G. Kinder og blev efter omtrent 9 års  arbejde Associé af huset.
I 1869 rejste Olrik på vegne af forretningen til Europa. Han ankom den 11. juni til Helsingør og vendte det følgende år tilbage til Java. I 1875 trådte han ud af firmaet og returnerede til Danmark.
Den 29. marts 1876 blev han konsul i Batavia og udnævntes til ridder af Dannebrog. Han bosatte sig i København og var siden 1881 prokurist i den københavnske søassurancekforening.

## Død
Olrik blev begravet i Olriks familiegravsted på Helsingør Kirkegård og var ugift ved sin død.